# Železniška postaja Ilirska Bistrica
Železniška postaja Ilirska Bistrica je ena izmed železniških postaj v Sloveniji, ki oskrbuje bližnje naselje Ilirska Bistrica. Na njej se je opravljal tudi mejni nadzor mednarodnih vlakov proti hrvaški Reki.
Ob postaji je urejen železniški muzej na prostem imenovan Muzejski park Breda. Vsebuje muzejski vagon iz leta 1917 in električno lokomotivo JŽ serije 361 - Breda, po kateri je park poimenovan.